# Fehértorkú réce
A fehértorkú réce (Anas gibberifrons) a madarak osztályának lúdalakúak (Anseriformes) rendjébe és a récefélék (Anatidae) családjába tartozó faj.

## Rendszerezése
A fajt Salomon Müller német ornitológus írta le 1842-ben.

## Alfajai
- Anas gibberifrons albogularis (Hume, 1873)
- Anas gibberifrons gibberifrons S. Muller, 1842[2]

## Előfordulása
Indonézia és Kelet-Timor területén honos. Természetes élőhelyei a szubtrópusi vagy trópusi  mocsarak, folyók és patakok környéke. Állandó, nem vonuló faj.

## Megjelenése
Testhossza 37–47 centiméter, szárnyfesztávolsága 60–67 centiméter, testtömege 300-455 gramm.

## Természetvédelmi helyzete
Az elterjedési területe rendkívül nagy, egyedszáma pedig stabil. A Természetvédelmi Világszövetség Vörös listáján nem fenyegetett fajként szerepel.